# П'єро ді Лоренцо Медічі
П'єро ді Лоренцо Медічі (італ. Piero di Lorenzo de' Medici; 15 лютого 1472 — 28 грудня 1503) прозваний П'єро Дурний або Нещасний — старший син Лоренцо Медічі (1449—1492) — сеньйор Флорентійської республіки з 1492 до 1494 року.

## Біографія
Отримав освіту при дворі свого батька, відомого філософа й мецената. Проте П'єро не поділяв поглядів Лоренцо Медічі на зовнішню та внутрішню політику. Після смерті у 1492 році Лоренцо Медічі Розкішного П'єро Медічі перебрав владу в Флорентійській республіці. Відразу в нього погіршилися стосунки з політичними групами всередині Флоренції. До того ж він зверхньо та пихато ставився до представників культурних й творчих кіл міста, яких підтримував його батько, зокрема до Мікеланджело. Це викликало тільке зайве напруження всередині республіки. До того ж залишався впливовим політичним діячем Флоренції фра Савонарола, який різко виступав проти родини Медічі. До того ж нерозважливі дії молодого володаря Флоренції призвели до розпаду союзу Мілану, Флоренції, Папської держави та королівства Неаполітанського.
Така ситуація тривала до 1494 року, коли король Франції Карл VIII на запрошення Лодовіко Сфорца, герцога Міланського вдерся до Італії. В планах французького короля було захоплення королівство Неаполя. Проте вторгнення французьких військ неабияк налякало дрібних італійських князів, а інші сподівалися на зміцнення й розширення своєї влади за допомогою Франції. Для протидії можливим діям Франції представники Флорентійської республіки на чолі із П'єро Медічі, папської області (папа римський Олександр VI Борджіа) та королівства Неаполь (Альфонс II) зустрілися у містечку Віковаро поблизу Тіволі (Лаціум). Альфонс II запропонував здійснити наступальні дії — вдертися до герцогства Міланського, скинути Лодовіко Сфорца, зробити повновладним герцогом його небожа Джан Галеаццо й зустрітися з французьким військом у Альпійських горах. Але дії П'єро Медічі та Олександра VI завадили цьому плану.
П'єро Медічі мав намір скористатися із ситуації для збільшення своєї влади. Він бажав стати герцогом Флорентійським, тобто здобути офіційну владу (до того ж спадкову) над флорентійськими землями. Проте його розрахунки виявилися хибними. В 1494 році в Лігурії (поблизу Раппало) французькі війська розбили армію Альфонсо II Неаполітанського. Коли Карл VIII підійшов до Флоренції, П'єро Медічі виїхав на перемовини до короля Франції, сподіваючись за поступки отримати підтримку французів для остаточного захоплення влади у Флоренції. Він віддав французькому королю місто Піза, найважливіші фортеці (Сарцану, Лібрафатту, Ліворно, П'єтро-Санту), 200 тисяч флоринів, але не отримав майже жодних гарантій з боку Карла VIII. Французький король не вважав П'єро Медічі рівним собі, оскільки той був, на думку Карла VIII, лише представником нешляхетних купців та банкірів. Домовленість з Францією викликало політичний вибух (вони велися без погодження з Урядом республіки), влада Медічі у Флоренції впала. 9 листопада 1494 року Флорентійський уряд прийняв декрет, згідно з яким засуджував на вигнання П'єро Медічі, його братів — Джуліано, Джованні.
Після вигнання П'єро Медічі спочатку мешкав у Венеції. З початком протистояння Франції та Іспанії на Апеннінському півострові П'єро Медічі розраховував здобути підтримку якоїсь з цих родин, але 28 грудня 1503 року він втопився у річці Гарільяно.

## Родина
Дружина — Альфонсіна Орсіні, донька Роберто Орсіні, графа Тальякоццо
Діти:
- Лоренцо (1492—1519)
- Кларіса (1489—1528), дружина Пилипа Строцці